# سامچوک
سامچوک (به کره‌ای: 삼척) (به انگلیسی: Samcheok) یک شهر و واحد تقسیماتی در شمال‌شرق کره جنوبی (شرق شبه‌جزیره کره) بر روی ساحل دریای شرق کره (دریای ژاپن) است که در تابعیت استان گانگوون قرار دارد.
سامچوک ۱٬۱۸۵٫۹۴ کیلومتر مربع مساحت و ۶۱٬۴۸۵ نفر جمعیت دارد.

## تاریخ
تا پیش از سال ۱۹۱۴ میلادی، «شهرستان سامچوک» [삼척군] با ۱۲ قصبه در تابعیت استان (تاریخی) گانگوون قرار داشت. 
پس از اصلاحات تقسیمات اداری در دوران حاکمیت استعماری ژاپن بر کره در در آوریل سال ۱۹۱۴ میلادی، تقسیمات درونی «شهرستان سامچوک» به ۹ قصبه کاهش یافت. این قصبه‌ها شامل: بوکسام [북삼면]، بونه [부내면]، سانگ‌جانگ [상장면]، سودال [소달면]، گوندوک [근덕면]، میرو [미로면]، نوگوک [노곡면]، ووندوک [원덕면]، هاجانگ [하장면].
در سال ۱۹۱۷ میلادی، نام «قصبهٔ بونه» به «سامچوک» [삼척면] تغییر یافت. (۱ شهرک، ۸ قصبه)

در اکتبر ۱۹۳۸ میلادی، «قصبهٔ سامچوک» به شهرک [삼척읍] ارتقاء یافت. (۲ شهرک، ۷ قصبه)
در سال ۱۹۴۳، روستاهای «چوگوک» و «مه‌وون» از قصبهٔ «ووندوک » به قصبهٔ «گوندوک» انتقال یافتند.
در ژوئیه سال ۱۹۴۵ (تنها دو ماه پیش از تسلیم شدن ژاپن در جنگ جهانی و پایان رژیم استعماری ژاپن بر کره)، «قصبهٔ بوکسام» به شهرک ارتقاء یافته و نام آن به «بوک‌پیونگ» [북평읍] تغییر یافت.
پس از استقلال کره از ژاپن در سپتامبر سال ۱۹۴۵ میلادی، این کشور به دو نیمه تقسیم شد. مرز بین دو کره در آن زمان، مدار ۳۸ درجه شمالی در نظر گرفته شده بود. این مدار از میان استان (تاریخی) گانگوون عبور می‌کند. در نتیجه استان گانگوون به نیمهٔ شمالی و نیمهٔ جنوبی تقسیم شد. با این وجود، تمامی اراضی این شهرستان، در جنوب این مدار قرار گرفتند، و در تبعیت استان (جنوبی) گانگوون قرار گرفت.
در شروع جنگ کره و در روزهای اول و دوم درگیری درگیری در ژوئن سال ۱۹۵۰ میلادی، منطقهٔ  سامچوک به عنوان نقطه‌ای حدودا در میانهٔ راه ساحلی بین مرز دو کره و شهر بوسان در جنوب‌شرق کره، محل عملیات نیروی دریائی خلق کره (کره شمالی) در پیاده‌سازی موفق نیرو بود.
با پایان جنگ کره در سال ۱۹۵۳ میلادی و امضای آتش‌بس بین کره شمالی و ایالات متحده آمریکا، تمامی اراضی سامچوک تحت حاکمیت کره جنوبی باقی ماند.
در ژانویه سال ۱۹۶۰ میلادی، قصبهٔ «سانگ‌جانگ» به شهرک ارتقاء یافت و نام آن به «جانگ‌سونگ» [장성읍] تغییر کرد. (۳ شهرک، ۶ قصبه)
در ژانویه سال ۱۹۶۳ میلادی، قصبهٔ «سودال» به شهرک ارتقاء یافت و نام آن به «دوگیه» [도계읍] تغییر کرد. (۴ شهرک، ۵ قصبه)
در‌ ژوئیه سال ۱۹۷۳ میلادی، دو روستای «دوجون» [도전리] و «گاموک» [가목리]، با جدائی از «قصبهٔ هاجانگ» در شهرستان سامچوک، به قصبهٔ «ایم‌گیه»، شهرستان جونگ‌سون پیوستند.
در همان تاریخ، روستای «گوم‌گیه» [금계리] از قصبهٔ «نوگوک» به قصبهٔ «گوندوک» انتقال یافت.
در همان تاریخ، با جدائی بخشی از اراضی شهرک «جانگ‌سونگ»، شهرک جدید «هوانگجی»‌ [황지읍] تأسیس شد. (۵ شهرک، ۵ قصبه)
در پایان سال ۱۹۷۹ میلادی، جمعیت شهرستان سامچوک از مرز ۳۰۰٬۰۰۰ نفر عبور کرد. در آن تاریخ، این شهرستان پرجمعیت‌ترین «شهرستان» کره جنوبی بود. (سایر واحدهای تقسیماتی پرجمعیت‌تر، به عنوان «شهر در سطح شهرستان»، «کلانشهر» یا غیره طبقه‌بندی شده بودند.)
در آوریل سال ۱۹۸۰ میلادی، شهرک «بوک‌پیونگ» از این شهرستان جدا شده، با شهرک «موکهو» [묵호읍] از شهرستان میونگجو ادغام شده و شهر دونگهه را تشکیل دادند. 
همزمان، قصبهٔ «ووندوک» به شهرک [원덕읍] ارتقاء یافت. (۵ شهرک، ۴ قصبه)
در ژوئیه ۱۹۸۱ میلادی، دو شهرک «جانگ‌سونگ» و «هوانگجی»‌ از شهرستان سامچوک جدا شده و شهر ته‌بک («شهر در سطح شهرستان») را تشکیل دادند. (۳ شهرک، ۴ قصبه)
در ژانویه سال ۱۹۸۶، «شهرک سامچوک» از شهرستان سامچوک جدا شده، و به شهر («شهر در سطح شهرستان») ارتقاء یافت. سایر مناطق شهرستان، تحت نام سابق و به شکل سابق باقی ماندند. (شهرستان سامچوک: ۲ شهرک، ۴ قصبه)
در همان زمان، در شهر جدیدالتأسیس سامچوک، روستاهای تابعهٔ آن منحل شده و به ۶ ناحیه تقسیم شدند. این نواحی شامل جونگنا [정라동]، دوون [도원동]، ساجیک [사직동]، گیو [교동]، نام‌یانگ [남양동]، وول‌گیه [월계동] بودند. (شهر سامچوک: ۶ ناحیه)
ناحیهٔ «گیو» متشکل از ۵ روستای منحل شدهٔ اوجی [우지리]، جونگسان [증산리]، گالچون [갈천리]، گیو [교리]، مادال [마달리] بود.
ناحیهٔ «نام‌یانگ» متشکل از ۶ روستای منحل شدهٔ اوپ‌جونگ [읍중리]، اوپ‌سانگ [읍상리]، سونگبوک [성북리]، سونگنام [성남리]، سونگنه [성내리]، نام‌‌یانگ [남양리] بود.
در آوریل ۱۹۸۶ میلادی، از بخشی از اراضی شهرک «ووندوک»، قصبهٔ جدیدی با نام «گاگوک» [가곡면] تأسیس شد. (شهرستان سامچوک: ۲ شهرک، ۵ قصبه)
در ژانویه ۱۹۸۷، روستاهای «جانگهو» و «یونگهوا» از شهرک «ووندوک» به قصبهٔ «گوندوک» انتقال یافتند.
در آوریل ۱۹۸۹، از بخشی از اراضی شهرک «دوگیه»، قصبهٔ جدیدی با نام «شین‌گی» [신기면] تأسیس شد. (شهرستان سامچوک: ۲ شهرک، ۶ قصبه)
در اکتبر ۱۹۹۲، نام ناحیهٔ «وول‌گیه» در شهر سامچوک، به «دانگجو» [당저동] تغییر یافت.
در دسامبر ۱۹۹۴، ۵ روستا از قصبهٔ «هاجانگ» جدا شده و به شهر ته‌بک پیوستند. این روستاها شامل جوتان [조탄리]، سامی علیا (سانگ‌سامی) [상사미리]، سامی سفلی ۱ام (هاسامی-ایل) [하사미 1리]، سامی سفلی ۲ام (هاسامی-ای) [하사미 2리]، وون‌دونگ [원동리].
در ژانویه سال ۱۹۹۵ میلادی، در پی سیاست تقسیمات اداری کره جنوبی در متحد کردن شهرها و حومه‌های آنها، «شهر سامچوک » و «شهرستان سامچوک » با هم تحت نام «شهر سامچوک» ادغام شدند. (۶ ناحیه، ۲ شهرک، و ۶ قصبه)
در اکتبر ۱۹۹۸ میلادی، ناحیهٔ «ساجیک» منحل شده و «نام‌یانگ» تقسیم شد. اراضی ناحیهٔ «ساجیک» با بخشی از اراضی «نام‌‌یانگ»‌ (منجمله روستای تاریخی «نام‌یانگ» ادغام شده و ناحیهٔ جدید «نام‌یانگ» را تشکیل دادند.
در همان تاریخ، نواحی «دانگجو» و «دوون» با بقیهٔ اراضی ناحیهٔ سابق «نام‌یانگ» متحد شده و ناحیهٔ «سونگنه» را تشکیل دادند. (۴ ناحیه، ۲ شهرک، و ۶ قصبه)

## تقسیمات اداری
شهر سامچوک به ۴ ناحیه، ۲ شهرک، و ۶ قصبهٔ تابعه تقسیم شده است. در تابعیت شهرک و قصبهٔ تابعهٔ این شهر، در مجموع ۱۰۱ عدد روستا وجود دارد. 
|                     |                     |                     |                               |                               |                      |            |        |  |  |  |
| نام                 | کره‌ای (هانگول)      | هانجا               | برگردان لاتین (نظام اصلاح‌شده) | برگردان لاتین (مک‌کیون–ریشاور) | مساحت (کیلومتر مربع) | جمعیت-۲۰۲۵ | خانوار |  |  |  |
| منطقهٔ شهری سامچوک   | منطقهٔ شهری سامچوک   | منطقهٔ شهری سامچوک   | منطقهٔ شهری سامچوک             | منطقهٔ شهری سامچوک             | ۵۳٫۳۵                | ۳۸٬۴۷۵     | ۱۸٬۹۸۰ |  |  |  |
| ناحیه جونگنا        | 정라동              | 汀羅洞              | Jeongna-dong                  | Chŏngna-dong                  | ۲٫۹۶                 | ۹٬۶۰۹      | ۴٬۸۵۵  |  |  |  |
| ناحیه سونگنه        | 성내동              | 城內洞              | Seongnae-dong                 | Sŏngnae-dong                  | ۲۲٫۶۹                | ۷٬۲۲۱      | ۳٬۷۰۳  |  |  |  |
| ناحیه گیو           | 교동                | 校洞                | Gyo-dong                      | Kyo-dong                      | ۹٫۵۲                 | ۱۵٬۰۹۹     | ۶٬۷۷۱  |  |  |  |
| ناحیه نام‌یانگ       | 남양동              | 南陽洞              | Namyang-dong                  | Namyang-dong                  | ۱۸٫۱۸                | ۶٬۵۴۶      | ۳٬۶۵۱  |  |  |  |
| منطقهٔ حومه‌ای سامچوک | منطقهٔ حومه‌ای سامچوک | منطقهٔ حومه‌ای سامچوک | منطقهٔ حومه‌ای سامچوک           | منطقهٔ حومه‌ای سامچوک           | ۱٬۱۳۲٫۵۹             | ۲۳٬۰۱۰     | ۱۴٬۸۰۴ |  |  |  |
| شهرک دوگیه          | 도계읍              | 道溪邑              | Dogye-eup                     | Togye-ŭp                      | ۱۶۴٫۷۳               | ۸٬۹۸۸      | ۵٬۹۴۰  |  |  |  |
| شهرک ووندوک         | 원덕읍              | 遠德邑              | Wondeok-eup                   | Wŏndŏg-ŭp                     | ۱۷۵٫۹۴               | ۴٬۵۳۷      | ۲٬۹۷۵  |  |  |  |
| قصبه شین‌گی          | 신기면              | 新基面              | Singi-myeon                   | Shin'gi-myŏn                  | ۵۶٫۳۳                | ۶۳۲        | ۴۰۸    |  |  |  |
| قصبه گاگوک          | 가곡면              | 柯谷面              | Gagok-myeon                   | Kagong-myŏn                   | ۱۵۲٫۳۹               | ۶۶۹        | ۴۲۴    |  |  |  |
| قصبه گوندوک         | 근덕면              | 近德面              | Geundeok-myeon                | Kŭndŏng-myŏn                  | ۱۳۳٫۴۱               | ۴٬۶۲۴      | ۲٬۹۱۹  |  |  |  |
| قصبه میرو           | 미로면              | 未老面              | Miro-myeon                    | Miro-myŏn                     | ۹۹٫۴۴                | ۱٬۷۰۹      | ۱٬۰۱۳  |  |  |  |
| قصبه نوگوک          | 노곡면              | 盧谷面              | Nogok-myeon                   | Nogong-myŏn                   | ۱۴۴٫۶۷               | ۶۷۱        | ۴۳۱    |  |  |  |
| قصبه هاجانگ         | 하장면              | 下長面              | Hajang-myeon                  | Hajang-myŏn                   | ۲۰۵٫۶۸               | ۱٬۱۸۰      | ۶۹۴    |  |  |  |

### لیست روستاها
شهرک دوگیه
| - بالی (발이리، Bali-ri) - جوم (점리، Jeom-ri) - جوندو (전두리، Jeondu-ri) - چاگو (차구리، Chagu-ri) - دوگیه (도계리، Dogye-ri) - سانگدوک (상덕리، Sangdeok-ri) | - سان‌گی (산기리، Sangi-ri) - شیمپو (심포리، Simpo-ri) - شین (신리، Sin-ri) - گوْسا (고사리، Gosa-ri) - گوُسا (구사리، Gusa-ri) - ماگیو (마교리، Magyo-ri) | - موگون (무건리، Mugeon-ri) - نوک‌گو (늑구리، Neukgu-ri) - هانّه (한내리، Hannae-ri) - هوانگجو (황조리، Hwangjo-ri) - هونگجون (흥전리، Heungjeon-ri) |

شهرک ووندوک
| - اوک‌وون (옥원리، Okwon-ri) - ایچون (이천리، Icheon-ri) - ایم‌وون (임원리، Imwon-ri) - ساگوک (사곡리، Sagok-ri) | - سان‌یانگ (산양리، Sanyang-ri) - گالّام (갈남리، Gallam-ri) - گیگوک (기곡리، Gigok-ri) - نوگوک (노곡리، Nogok-ri) | - نوگیونگ (노경리، Nogyeong-ri) - وولچون (월천리، Wolcheon-ri) - هوسان (호산리، Hosan-ri) |

قصبه شین‌گی
| - آنوئ (안의리، An-ui-ri) - ده‌پیونگ (대평리، Daepyeong-ri) - ده‌گی (대기리، Daegi-ri) | - ده‌ئی (대이리، Daei-ri) - سوها (서하리، Seoha-ri) - شین‌گی (신기리، Singi-ri) | - گومورونگ (고무릉리، Gomureung-ri) - ماچا (마차리، Macha-ri) |

قصبه گاگوک
| - اوجو (오저리، Ojeo-ri) - اوموک (오목리، Omok-ri) | - پونگّوک (풍곡리، Punggok-ri) - تانگّوک (탕곡리، Tanggok-ri) | - دونگهوال (동활리، Donghwal-ri) |

قصبه گوندوک
| - بونام (부남리، Bunam-ri) - جانگهو (장호리، Jangho-ri) - چوگوک (초곡리، Chogok-ri) - دوکسان (덕산리، Deoksan-ri) - دونگماک (동막리، Dongmak-ri) | - مِنگ‌بانگ سفلی (هامِنگ‌بانگ) (하맹방리، Hamaengbang-ri) - مِنگ‌بانگ علیا (سانگ‌مِنگ‌بانگ) (상맹방리، Sangmaengbang-ri) - گوانگته (광태리، Gwangtae-ri) - گوم‌گیه (금계리، Geumgye-ri) - گونگچون (궁촌리، Gungchon-ri) | - گیوگا (교가리، Gyoga-ri) - گیوگوک (교곡리، Gyogok-ri) - مه‌وون (매원리، Maewon-ri) - یونگهوا (용화리، Yonghwa-ri) |

قصبه میرو
| - جونگ سفلی (هاجونگ) (하정리، Hajeong-ri) - جونگ علیا (سانگ‌جونگ) (상정리، Sangjeong-ri) - چون‌گی (천기리، Cheongi-ri) - دونگسان (동산리، Dongsan-ri) - ساجون سفلی (هاساجون) (하사전리، Hasajeon-ri) | - ساجون علیا (سانگ‌ساجون) (상사전리، Sangsajeon-ri) - سادون (사둔리، Sadun-ri) - سامگوری (삼거리، Samgeori-ri) - گوچون (고천리، Gocheon-ri) - گونو سفلی (هاگونو) (하거노리، Hageono-ri) | - گونو علیا (سانگ‌گونو) (상거노리، Sanggeono-ri) - موسا (무사리، Musa-ri) - نه‌میرو (내미로리، Naemiro-ri) - هوالگی (활기리، Hwalgi-ri) |

قصبه نوگوک
| - اوبال (우발리، Ubal-ri) - بانچون سفلی (هابانچون) (하반천리، Habancheon-ri) - بانچون علیا (سانگ‌بانچون) (상반천리، Sangbancheon-ri) - جوجی (주지리، Juji-ri) - چون‌گی علیا (سانگ‌چون‌گی) (상천기리، Sangcheongi-ri) - دوندال (둔달리، Dundal-ri) | - گوجا (고자리، Goja-ri) - گونچون (군천리، Guncheon-ri) - گونچون سفلی (هاگونچون) (하군천리، Haguncheon-ri) - گه‌سان (개산리، Gaesan-ri) - مائوپ سفلی (هامائوپ) (하마읍리، Hamaeup-ri) - مائوپ علیا (سانگ‌مائوپ) (상마읍리، Sangmaeup-ri) | - مائوپ وسطی (جونگ‌مائوپ) (중마읍리، Jungmaeup-ri) - وولسان سفلی (هاوولسان) (하월산리، Hawolsan-ri) - وولسان علیا (سانگ‌وولسان) (상월산리، Sangwolsan-ri) - یوسام (여삼리، Yeosam-ri) |

قصبه هاجانگ
| - اوٰ (어리، Eo-ri) - بونچون (번천리، Beoncheon-ri) - پانمون (판문리، Panmun-ri) - توسان (토산리، Tosan-ri) - جانگ‌جون (장전리، Jangjeon-ri) - جونگ‌بونگ (중봉리، Jungbong-ri) | - چودونگ (추동리، Chudong-ri) - دونجون (둔전리، Dunjeon-ri) - ده‌جون (대전리، Daejeon-ri) - سوگام (숙암리، Sugam-ri) - گالجون (갈전리، Galjeon-ri) - گوانگ‌دونگ (광동리، Gwangdong-ri) | - گونگجون (공전리، Gongjeon-ri) - هانسو (한소리، Hanso-ri) - یوکدون (역둔리، Yeokdun-ri) - یونگ‌یون (용연리، Yongyeon-ri) |